# Eleocharis andamanensis
Eleocharis andamanensis är en halvgräsart som beskrevs av Ethirajalu Govindarajalu. Eleocharis andamanensis ingår i släktet småsäv, och familjen halvgräs. Inga underarter finns listade i Catalogue of Life.